# Šest (priimek)
Šest je priimek več znanih Slovencev:
- Alenka Šest (*1947), plesalka in koreografinja
- Osip Šest (1893—1962), gledališki režiser, igralec, pedagog in publicist